# Cantarell

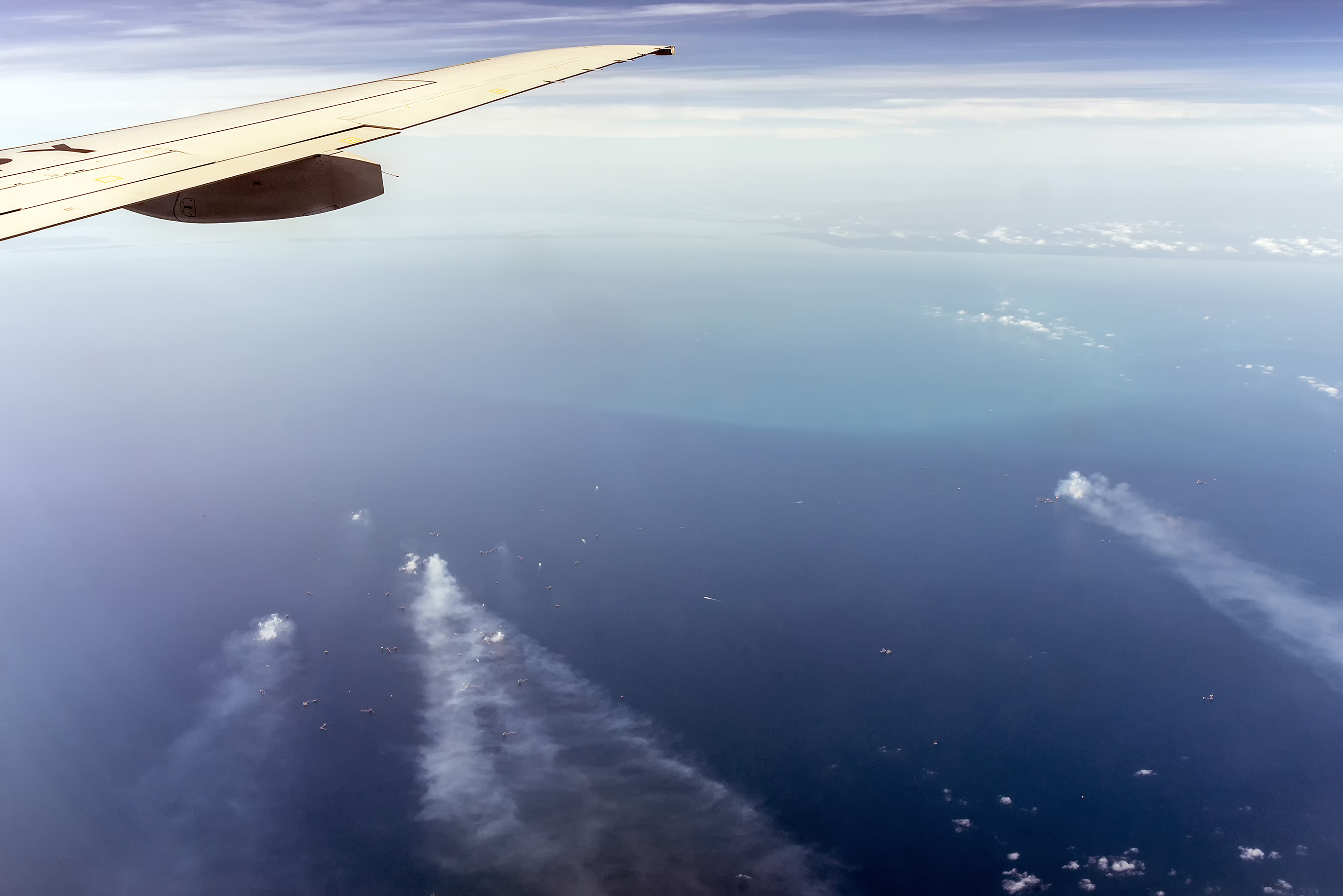
Cantarell

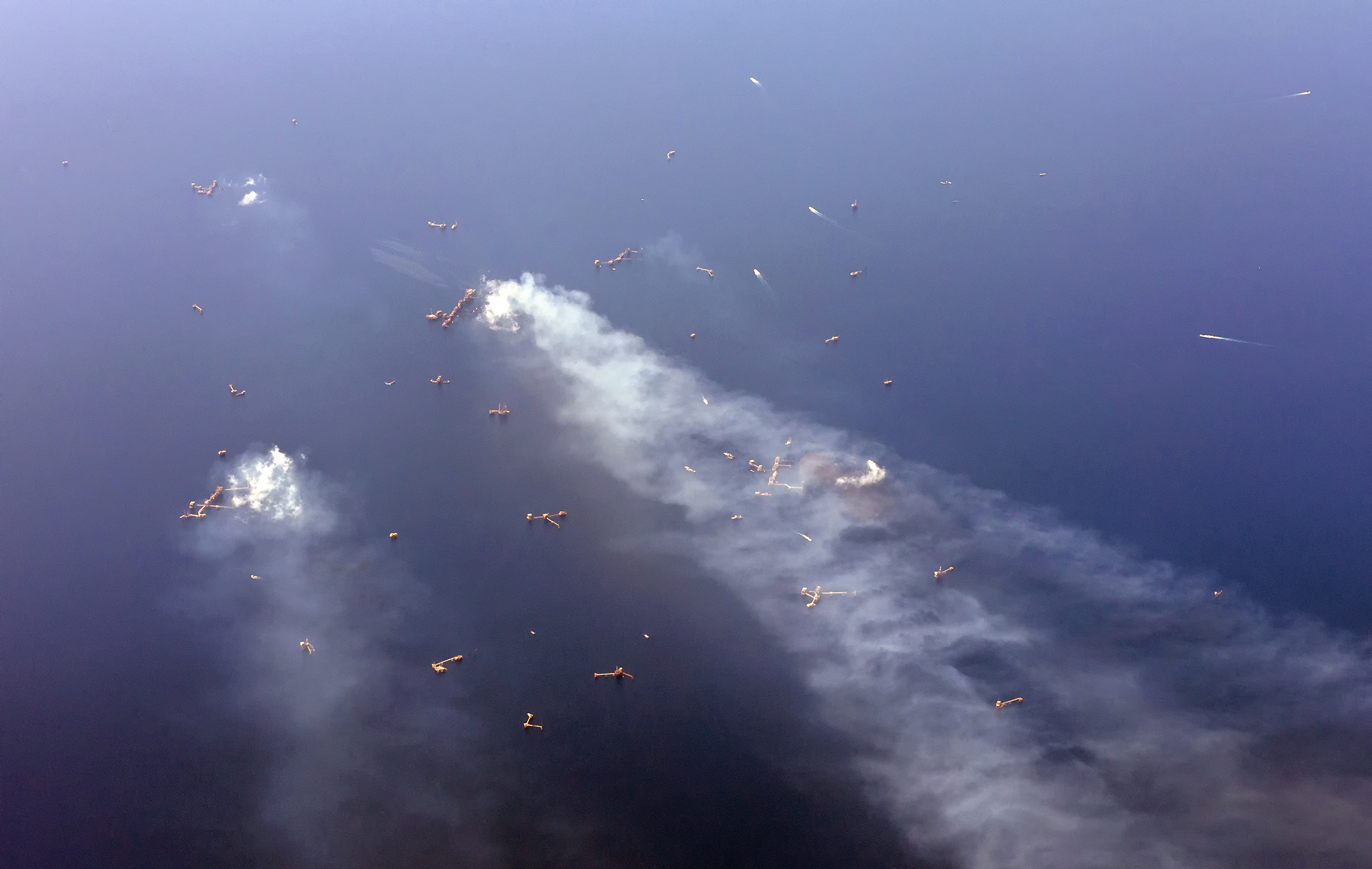
Cantarell

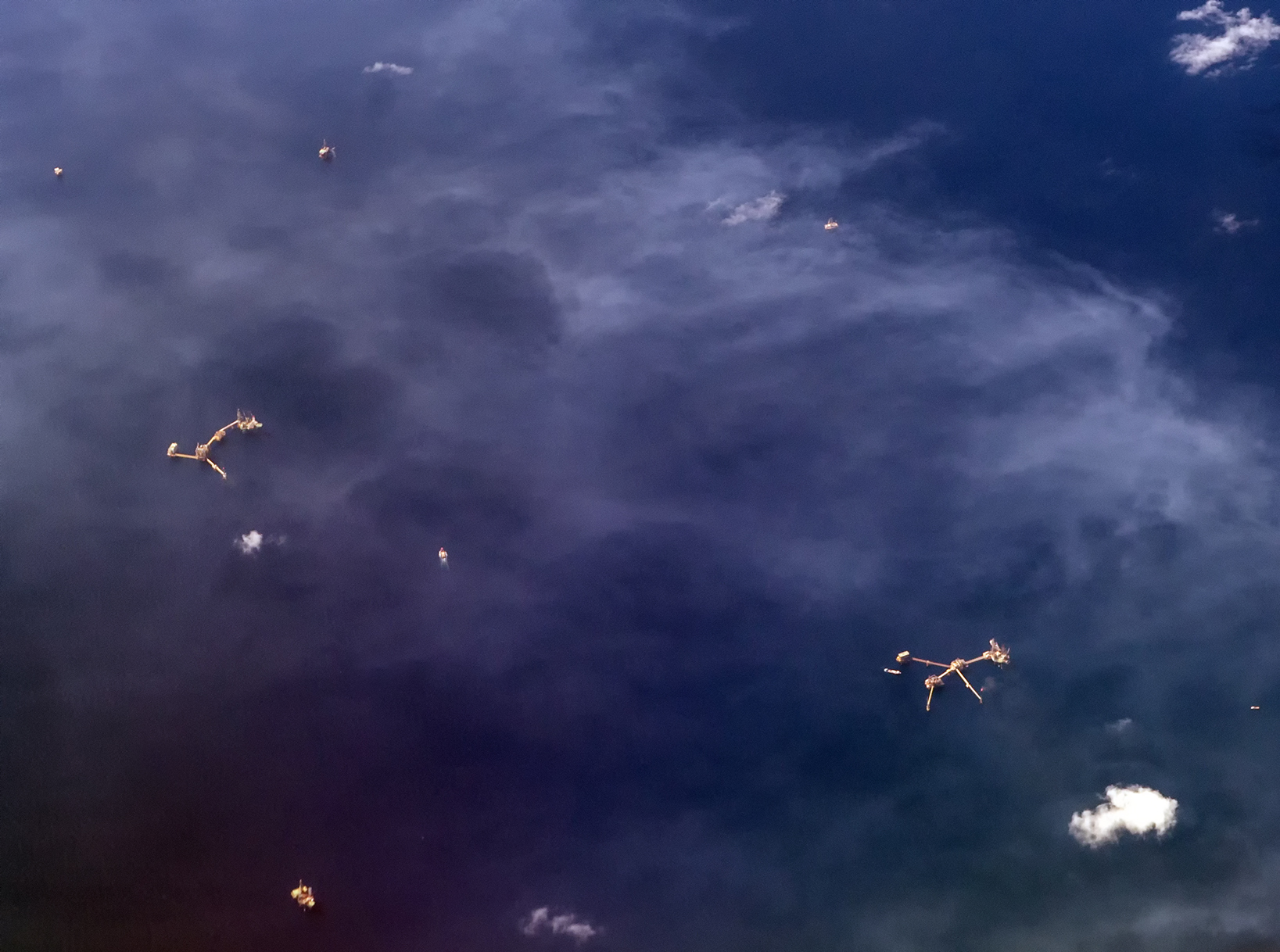
Cantarell

Il complesso di Cantarell designa il più grande campo petrolifero del Messico. È situato offshore a 80 km dalla baia di Campeche in acque poco profonde, fra i 40 e 50 metri circa.
Il complesso comprende in realtà quattro grandi campi: Akal, Nohocj, Chac e Kutz. A questi quattro giacimenti, va aggiunto il "piccolo" (comparativamente) Sihil scoperto più recentemente, nel 1999. Il primo campo, Chac, fu scoperto nel 1976.

## Descrizione
Nel 1981, il complesso produceva 1,16 milioni di barili  (0,18 km³) al giorno. La produzione si è in seguito abbassata per arrivare a 1 milione di barili (0,16 km³) nel 1995. La Pemex cominciò a iniettare dell'azoto a partire dal 1997, permettendo così alla produzione di ritornare a 1,6 milioni di barili al giorno nel 2002, e a 2,2 milioni di barili al giorno nel 2004. Così, il Complesso di Cantarell diventò il secondo più grande produttore mondiale dopo il campo di Ghawar in Arabia Saudita.
Il 12 agosto 2004, Luis Ramírez Corzo, direttore del dipartimento delle esplorazioni e della produzione della Pemex, annunciò che la produzione sarebbe diminuita a partire dal 2006 ad un ritmo del 14% per anno. Successivamente si stimò correttamente che nel 2008, Cantarell non avrebbe prodotto più di un milione di barili al giorno.
A luglio 2008, la produzione giornaliera era scesa del 36 percento a 973.668 barili da 1,526 milioni di barili di un anno prima. Questo rapido declino fu dovuto al miglioramento delle tecniche di estrazione che velocizzano l'estrazione di petrolio contro una diminuita longevità del giacimento. Nel novembre 2008, la produzione di petrolio era di 862.060 barili al giorno. Nel dicembre 2008, Pemex affermò di aspettarsi un declino della produzione di Cantarell fino al 2012 ed una stabilizzazione finale a circa 500.000 barili al giorno. Nel 2009 la produzione era scesa a 772.000 barili al giorno rendendolo il secondo giacimento messicano dopo Ku-Maloob-Zaap.